# Lederia anatolica
Lederia anatolica is een keversoort uit de familie zwamspartelkevers (Melandryidae). De wetenschappelijke naam van de soort werd in 1880 gepubliceerd door Imre Frivaldszky.